# Canton Tower
La Canton Tower, detta anche Guangzhou TV Tower o Sightseeing Tower, è una torre d'osservazione nel distretto Haizhu di Canton, Cina. La torre è diventata operativa il 29 settembre 2010 per i Giochi asiatici.
La torre per qualche tempo ha avuto il primato di torre più alta del mondo, sorpassando la CN Tower di Toronto, prima di essere superata dalla Tokyo Sky Tree nel 2011. È la seconda struttura più alta in Cina dopo la Shanghai Tower e la quarta più alta struttura autoportante del mondo.